# 石墙镇 (重庆市)
石墙镇，是中华人民共和国重庆市南川区下辖的一个乡镇级行政单位。

## 行政区划
石墙镇下辖以下地区：
汇仓村、石蛾村、楼岭村和三合村。